# Czesław Erber
Czesław Erber (ur. 27 maja 1929 w Kłobucku, zm. 16 lutego 2016 w Kielcach) – polski bibliolog, bibliograf, edytor, bibliofil, muzyk, kolekcjoner dzieł sztuki, ekslibrisów, badacz dziejów fotografii, historyk kultury, nauczyciel akademicki, profesor Uniwersytetu Jana Kochanowskiego w Kielcach.
Z wykształcenia jest ekonomistą i historykiem sztuki. Jest także absolwentem bibliotekoznawstwa Uniwersytetu Wrocławskiego oraz doktorem habilitowanym.

## Działalność
Po studiach ekonomicznych rozpoczął pracę w Powiatowej i Miejskiej Bibliotece Publicznej w Kłobucku. Tam też rozpoczął profesjonalne badania naukowe. Zaczął gromadzić bibliografię regionalną oraz studiował historię nowoczesnego malarstwa francuskiego.
W 1960 ukończył Studium Bibliotekarskie w Jarocinie i nawiązał ścisłe kontakty z Muzeum Regionalnym w Częstochowie i Towarzystwem Literackim im. Adama Mickiewicza, przy pomocy których zorganizował profesjonalny ośrodek odczytowy, lektorium muzyczne oraz zainaugurował w Kłobucku cykle licznych wystaw problemowych dotyczących życia kulturowego tamtejszego regionu.
W połowie lat 50. XX wieku, dzięki kontaktom z bibliofilem Jerzym Fusieckim zainteresował się ekslibrisem, stając się wkrótce jednym z największych kolekcjonerów tej formy graficznej w Polsce. Równocześnie kontynuował badania bibliograficzne dotyczące mecenatu Mikołaja Wolskiego², starosty krzepickiego, oraz Janusza Kropacza z Kłobucka (XV w.), skryptora, iluminatora i introligatora polskiego.
W 1964 osiadł na stałe w Kielcach, gdzie rozpoczął pracę w Okręgowym Ośrodku Metodycznym Kuratorium Okręgu Szkolnego. Rok później objął kierownictwo biblioteki naukowej w Muzeum Świętokrzyskim. Praca ta przyczyniła się do rozszerzenia jego zainteresowań bibliograficznych o szeroko pojęte zjawiska historyczne i kulturowe regionu świętokrzyskiego. Czynne uczestnictwo w pracach miejscowego oddziału Stowarzyszenia Historyków Sztuki pozwoliło mu również na doskonalenie warsztatu zabytkoznawcy oraz edytora, nie tylko przy okazji projektowania i wydawania katalogów muzealnych, ale i publikacji drukowanych przez Zakłady Prasowe RSW „Prasa-Książka-Ruch” w Kielcach.
Czesław Erber w 1965 roku podjął kolejne studia bibliotekoznawcze na Uniwersytecie Wrocławskim. Tam też, w 1971 roku, obronił (z wyróżnieniem) pracę magisterską „Dzieje i produkcja drukarstwa kieleckiego w latach 1818–1855”, której promotorem był prof. Bronisław Kocowski. Rozprawa ta została opublikowana dwa lata później w Roczniku Muzeum Świętokrzyskiego.
W 1972 roku wraz z żoną Barbarą Katarzyną Erber, przygotował w Muzeum Świętokrzyskim pośmiertną ekspozycję dotyczącą dorobku twórczego słynnego świętokrzyskiego rzeźbiarza ludowego – Józefa Piłata. Wydarzeniu temu towarzyszył katalog wystawy z nowatorską koncepcją edytorską opracowaną przez Czesława Erbera – z zastosowaniem układu symultanicznego w tworzeniu kompozycji książkowej. Tę koncepcję w 1982 Erber przedstawił szczegółowiej w osobnej publikacji pt. „Z zagadnień architektoniki książki”. Podjęta tematyka miała pośredni związek z prowadzonymi wówczas przez niego zajęciami dydaktycznymi z zakresu edytorstwa naukowego w Wyższej Szkole Pedagogicznej (obecnie Uniwersytet Jana Kochanowskiego) i pracami uczelnianego Koła Naukowego Bibliologów.
Dzięki pasjom naukowym Erbera, biblioteka Muzeum Świętokrzyskiego (obecnie Muzeum Narodowego) w latach 60. XX wieku stała się najpoważniejszą placówką badawczą w zakresie historii książki na terenie Kielecczyzny.
Dzięki stałym kontaktom ze środowiskami bibliofilskimi Krakowa, Lublina, Łodzi, Warszawy i Wrocławia również w Kielcach ukazywać się zaczęły liczne publikacje Erbera o charakterze bibliofilskim i kolekcjonerskim. Z myślą o utrwaleniu interesującego dorobku księgarstwa Kielecczyzny autor podjął też szereg opracowań naukowych z dziedziny mecenatu książkowego.
Bogaty dorobek naukowy Czesława Erbera świadczy o tym, że zawsze bliskie były mu również zagadnienia z dziedziny historii nauki. Miało to pośredni związek m.in. z wieloletnią znajomością z Tadeuszem Przypkowskim (1905–1977) i jego fascynacjami historią sztuki, nauki, kulinariów i bibliofilstwem, fotografiką oraz astronomią.
Z okazji obchodów roku jubileuszowego Mikołaja Kopernika – Czesław Erber, skoncentrował swą uwagę na prześledzenie i spopularyzowanie tradycji kopernikańskich na Kielecczyźnie. Zainteresowania te zaowocowały m.in. przebadaniem i nagłośnieniem mało znanych faktów z życia krakowskiego kanonika Jana Brożka (1585–1652), pochodzącego z pobliskiego Kurzelowa, słynnego matematyka i astronoma oraz propagatora systemu Wielkiego Torunianina. Pasje badawcze Erbera objęły też studia nad działalnością kanonika warmińskiego i prepozyta kieleckiego Andrzeja Zagórnego, działacza politycznego oraz publicysty Jana Olrycha Szanieckiego (1783–1840). Wiele nowych ustaleń poczynił też Erber w naukowej popularyzacji sylwetek ważnych dla kulturowych dziejów regionu nauczycieli Szkoły Wojewódzkiej Kieleckiej – Wincentego Karczewskiego i Adriana Krzyżanowskiego.
Naukowa fascynacja postacią ks. Andrzeja Zagórnego (proboszcza w podkieleckich Leszczynach) zdecydowała pośrednio, iż w 1976 roku postanowił osiedlić się w jego leszczyńskiej parafii. To tu w miejscowości Bęczków, znalazła wówczas swe lokum ogromna rodzinna kolekcja Erberów, zawierająca m.in. starodruki, ekslibrisy i rzeźby ludowe twórców pochodzących głównie z Kielecczyzny.
W Międzynarodowym Roku Książki obchodzonym w 1972, Czesław Erber zaprezentował publicznie po raz pierwszy swą cenną kolekcję bibliofilską w Bibliotece Głównej Uniwersytetu Marii Curie-Skłodowskiej w Lublinie. W kolejnych latach organizowane ekspozycje wiązał często ze studiami nad dawną ikonografią Kielecczyzny. Znalazło to odbicie w kilku publikacjach, m.in. w „Epitafium prezydenta Artwińskiego” czy w opracowaniu edytorskim albumu Kielecczyzny „Skarby Kielc”, ofiarowanego Janowi Pawłowi II podczas jego pielgrzymki na Kielecczyznę.
Innym polem działania Erbera było edytorstwo bibliofilskie, w którym koncentrował się m.in. na analizie układów kompozycyjnych, kształtów, typów i form czcionek. W pracach swych ponad wszystko preferował antykwę toruńską, czcionkę opracowaną przez Zygfryda Gardzielewskiego (1914–2001), z którym utrzymywał przez długie lata kontakty wymienne, bibliofilskich wydawnictw artystycznych. Czcionkę autorstwa Gardzielewskiego Erber z upodobaniem wykorzystywał przede wszystkim w publikacjach dotyczących historii sztuki, czego interesującym przykładem są druczki bibliofilskie dotyczące dawnego pałacu biskupów krakowskich i pałacyku Tomasza Zielińskiego w Kielcach. Czcionkę Gardzielewskiego zastosował też w druku bibliofilskim poświęconym Adamowi Mickiewiczowi), w którym wykorzystał odszukany przez siebie podczas kwerend archiwalnych – carski list gończy za dziełami poety.
W 1974 roku Czesław Erber objął funkcję kustosza w Bibliotece Głównej Wyższej Szkoły Pedagogicznej. W roku akademickim 1975/76 rozpoczął pracę nauczyciela akademickiego w Zakładzie Bibliotekoznawstwa i Informacji Naukowej Wyższej Szkoły Pedagogicznej (obecnie Uniwersytetu Jana Kochanowskiego) w Kielcach.
Prowadzone dotąd prace bibliograficzne wzmogły jego kontakty naukowe z prof. Bronisławem Kocowskim (1907–1980). Pod jego też kierunkiem napisał i obronił w 1975 na Uniwersytecie Wrocławskim rozprawę doktorską pt. „Drukarstwo i księgarstwo Radomia w latach 1811–1865”. Ogłoszenie dwa lata później książki o tym samym tytule stało się ważnym, regionalnym wydarzeniem naukowym).
Od czasu gdy w 1977 roku objął obowiązki opiekuna Koła Naukowego Bibliologów przy Instytucie Bibliotekoznawstwa i Informacji Naukowej w Kielcach datuje się wzmożona aktywność wydawnicza tego środowiska. Pod kierunkiem Erbera zorganizowano ono dziesiątki wystaw prezentujących m.in. małe formy graficzne, fotografię archiwalną, artystyczne druki (w ramach tych ekspozycji zaprezentowano sylwetki twórcze ponad 200 artystów). Zainicjowaną przez Erbera wspomnianą działalność wystawienniczą prowadzono później przez lata wspólnie z Wojewódzką Biblioteka Publiczną, Kołem Przyjaciół Biblioteki w Kielcach oraz oddziałem terenowym Stowarzyszenia Bibliotekarzy Polskich (wystawy eksponowano zarówno w salach muzealnych Oblęgorka, Radomia, Szydłowca i Kielc – głównie w Galerii na Deptaku).
Kilkudziesięcioletnia przyjaźń z artystą fotografikiem Janem Siudowskim (1922-1982) znanym współtwórcą Kieleckiej Szkoły Krajobrazu i artystą fotografikiem Pawłem Pierścińskim (1938-) zaowocowała po latach szeregiem studiów i artykułów z historii fotografii oraz udziałem w sesjach poświęconych fotografii krajobrazu. W 1979 roku opublikował on cenne studium dotyczące początków fotografii w Kielcach „Fotografia w Kielcach”, a w 1981 „Z historii fotografii Kielecczyzny”.
Czesław Erber współpracując z redakcjami Polskiego Słownika Biograficznego (np. t. 29, Wrocław 1986, z. 2, s. 220 i 221 – Hasło: Feliks Antoni Przypkowski) i Słownika pracowników książki polskiej (np. Suplement. Warszawa; Łódź 1986, s. 93, 136, 170, 229, 239 – Hasła: Kielbass Ludwik Wiktor, Massalska Stanisława, Piotr Świętopełk z Rządca, Wierciński Albert, Zadzik Jakub) opracował i opublikował życiorysy wielu zasłużonych kolekcjonerów, drukarzy i księgarzy. Spod jego pióra wyszła też praca poświęcona Juli Kietlińskiej – Rudzkiej – działaczce i publicystce, współpracującej ze Stefanem Żeromskim.
W 1997 Czesław Erber uzyskał stopień naukowy doktora habilitowanego na Uniwersytecie Łódzkim za rozprawę „Dzieje książki na Kielecczyźnie w latach 1795–1865”.
Za swe wybitne osiągnięcia naukowe uhonorowany został, między innymi, Krzyżem Kawalerskim Orderu Odrodzenia Polski (V klasy), odznaką „Zasłużony Działacz Kultury”, honorową odznaką Stowarzyszenia Bibliotekarzy Polskich.
Zdaniem kieleckich badaczy tradycji kulturowych niezwykła osobowość Erbera i jego pasja społecznikowska, sprawiły, że zdołał pozostawić on jeszcze za swego życia trwały ślad również w świętokrzyskim krajobrazie. Jest nim podkielecki toponim. Bezimienne niegdyś wzniesienie na obrzeżu Bęczkowa od ćwierćwiecza znana jest pod nazwą Erberówki. To na nim, w niewielkim brzozowym gaiku stoi niezwykły, zaczarowany dom. Jest to niby chata, niby dwór, przez izby którego, na przestrzeni kilkudziesięciu ostatnich lat przewinęła się niemal cała plejada najwybitniejszych postaci tworzących kulturowe oblicze Kielecczyzny 2 połowy XX wieku.
Gdyby szukać punktu startu do rozważań o dziejach kieleckiego „Erberianum”, czyli bogatej kolekcji rodziny Erberów, opowieść taką równie dobrze zacząć by można od wspomnianego Bęczkowa. Stojący tu dom to letnia pracownia naukowa Erberów (Czesława i jego żony Barbary Katarzyny) z gabinetem bibliofilskim cymeliów (m.in. ekslibrisów) oraz unikatową kolekcją bezcennych rzeźb twórców ludowych z regionu świętokrzyskiego. Niestety permanentne okradanie opuszczanego na zimę domu, zmusiło przed laty właścicieli do przeniesienia najcenniejszych eksponatów do Kielc. Dom ten urządzony tu pod nadzorem etnograf – Barbary Katarzyny Erberowej a zestawiony ciesielsko z przeniesionych tu przed laty autentycznych, wysłużonych chałup wiejskich zachował jednak nadal w swym wnętrzu wiele interesujących eksponatów etnograficznych. Dziś to ważny punkt na podkieleckiej mapie turystycznej i cenny współczesny element dziedzictwa narodowego Małej Świętokrzyskiej Ojczyzny.
Zmarł 16 lutego 2016, a 20 lutego 2016 został pochowany w grobie rodzinnym na cmentarzu komunalnym w Cedzynie (kwatera GM4-10-7).

## Wybór publikacji pióra Czesława Erbera
- Czesław Erber. Kieleckie tradycje kopernikowskie. Kielce 1973;
- Czesław Erber. Jan Brożek z Krzelowa – pierwszy polski biograf Mikołaja Kopernika. „Rocznik Muzeum Świętokrzyskiego”. T. 9: 1973, s. 247–274;
- Czesław Erber. Akta notarialne z terenu Królestwa Polskiego i ich wartość naukowa. „Rocznik Muzeum Świętokrzyskiego”, T. 8. R: 1973, s. 65–150;
- Czesław Erber. Dzieje i produkcja drukarstwa kieleckiego w latach 1818–1855 „Rocznik Muzeum Świętokrzyskiego”. T.8. R: 1973;
- Czesław Erber. Drukarstwo i księgarstwo Radomia w latach 1811–1865, [w:] „Biuletyn Kwarantanny Radomskiego Towarzystwa Naukowego”. T. 14: 1977, z. 2, s. 3–119;
- Czesław Erber. Fotografia w Kielcach. Cz.1: Wiek XIX. Studium wstępne. Kielce: Koło Naukowe Bibliologów Wyższej Szkoły Pedagogicznej: Wojewódzka Biblioteka Publiczna: Koło Przyjaciół Biblioteki w Kielcach. 1979;
- Ekslibrisy Kielecczyzny. XXXI wystawa z kolekcji Barbary i Czesława Erberów. Wojewódzka Biblioteka Publiczna. Kielce 1980;
- Czesław Erber. Z historii fotografii Kielecczyzny. Koło Naukowe Bibliologów Wyższej Szkoły Pedagogicznej im. Jana Kochanowskiego: Wojewódzka Biblioteka Publiczna. Koło Przyjaciół Biblioteki w Kielcach, 1981;
- Czesławę Erber. Z zagadnień architektoniki książki. Koło Naukowe Bibliologów Wyższej Szkoły Pedagogicznej im. Jana Kochanowskiego. Wojewódzka Biblioteka Publiczna. Koło Przyjaciół Biblioteki w Kielcach, 1982;
- Czesław Erber. Wokół ekslibrisu donacyjnego Jana Olrycha Szanieckiego. Stowarzyszenie Bibliotekarzy Polskich. Kielce 1987;
- Motywy architektoniczne i urbanistyczne. Wystawa ekslibrisów z Kolekcji Erberów. Kielce 1987;
- Akty. Wystawa ekslibrisów z kolekcji Barbary Katarzyny i Czesława Erberów. Stowarzyszenie Bibliotekarzy Polskich. Kielce 1987;
- Symbole i atrybuty antyczne w ekslibrisie. Wystawa z kolekcji Erberów. Kielce 1988;
- Czesław Erber [współautor ze Stanisławem Mijasem]. Stare Kielce. Wydział Kultury i Sztuki Urzędu Miejskiego. Kielce 1989;
- Czesław Erber. Aneks bibliofilski do dziejów dawnego pałacu biskupów krakowskich w Kielcach. Kielce 1990;
- Czesław Erber. Aneks bibliofilski do dziejów cenzorskich listów gończych za dziełami Adama Mickiewicza i inny autorów na Kielecczyźnie w pierwszej połowie XIX wieku. Stowarzyszenie Bibliotekarzy Polskich, Oddział Kielecki: Wojewódzka Biblioteka Publiczna: Wydział Kultury, Sportu i Turystyki Urzędu Miejskiego. Kielce 1994;
- Czesław Erber. Dzieje książki na Kielecczyźnie w latach 1795–1865. Kielce 1996;
- Czesław Erber. Katalog biblioteki pozostałej po ś. p. Janie Stężyńskim Badtkie, radcy stanu, członku Komisji Rządowej Sprawiedliwości. Wojewódzka Biblioteka Publiczna. Kielce 2000;
- Czesław Erber [współautor z Martą Samek i Marzeną Maćkowską]. Sacrum – exlibrisy i małe formy graficzne. Wystawa ze zbiorów Biblioteki Akademii Świętokrzyskiej oraz kolekcji Barbary Katarzyny i Czesława Erberów. Kielce 2002;
- Czesław Erber. Aneks bibliofilski do dziejów poematu Adama Mickiewicza „Pan Tadeusz”. Wojewódzka Biblioteka Publiczna w Kielcach. Kielce 2005;
- Czesław Erber [współautor z Marią Cubrzyńską-Leonarczyk, Bożeną Piasecką i Andrzejem Dąbrowskim] Biblioteka klasztoru benedyktyńskiego na Świętym Krzyżu. Wojewódzka Biblioteka Publiczna. Kielce 2006.

## Wybór zrealizowanych projektów kompozycji edytorskich Czesława Erbera
- Barbara Erber „Józef Piłat 1900-1971”. Katalog wystawy. Kielce 1972;
- „Dziecko w ekslibrisie polskim”. Katalog wystawy z kolekcji Barbary i Czesława Erberów. Kielce 1979;
- „Ekslibrisy Kielecczyzny”. XXXI wystawa z kolekcji Barbary i Czesława Erberów. Kielce 1980;
- „Ekslibrisy Jerzego Drużyckiego”. XXX wystawa z kolekcji Barbary i Czesława Erberów. Kielce 1980;
- „Ekslibrisy Tyrsusa Wenhrynowicza.” XXXIII wystawa z kolekcji Barbary i Czesława Erberów. Kielce 1980;
- „Ekslibrisy Janusza Halickiego” Katalog wystawy z kolekcji Barbary Katarzyny i Czesława Erberów. Kielce 1981;
- „Inwentarz mebli Tomasza Zielińskiego”. Kielce 1981;
- „44 wystawa z kolekcji Barbary Katarzyny i Czesława Erberów”. Kielce 1983;
- „Motywy architektoniczne i urbanistyczne”. Katalog wystawy ekslibrisów z kolekcji Erberów, Kielce 1987;
- „Ekslibris Radziecki” Katalog wystawy z kolekcji Barbary Katarzyny i Czesława Erberów. Kielce1987;
- „Symbole i atrybuty antyczne”. Katalog wystawy z kolekcji Erberów, Kielce 1988;
- Barbara Erber „Malarstwo Marianny Wiśnios”. Kielce 1988;
- „Ekslibrisy Dawida Bekkera”. Katalog wystawy z kolekcji Barbary Katarzyny i Czesława Erberów. Kielce 1989;
- „Ekslibrisy Zdzisława Maja”. Katalog wystawy ze zbiorów Barbary Katarzyny i Czesława Erberów. Kielce 1993;
- „Architektura Łodzi i innych miasta na ekslibrisach”. Katalog wystawy z kolekcji Mirosława Z. Wojalskiego. Łódź 1996;
- „Erberowie. Przechadzka po wystawie”. Katalog Wystawy. Kielce 2000;
- „Katalog biblioteki pozostałej po ś.p. Janie Stężyńskim Bandtkie radcy stanu”. Kielce 2000;
- Czesław Erber [współautor z Marią Samek i Marzeną Maćkowską]. „SACRUM ekslibrisy i małe formy graficzne”. Wystawa ze zbiorów * Biblioteki Akademii Świętokrzyskiej oraz kolekcji Barbary Katarzyny i Czesława Erberów. Kielce 2002;
- Czesław Erber [współautor z Beatą Piotrowską]. „Ekslibrisy w kręgu ikonografii i poetyki książki”. Katalog wystawy z kolekcji Barbary Katarzyny i Czesława Erberów. Kielce 2006;
- „Jerzy Waygarta”. Katalog wystawy. Kielce 2006.

## Wybór biogramów Czesława Erbera
- Grażyna Gulińska. Katalog: 44 wystawa z kolekcji Barbary Katarzyny i Czesława Erberów 1962/63 – 1982/83. Prace Okręgu Kieleckiego Stowarzyszenia Bibliotekarzy Polskich. Kielce 1983;
- Jolanta Kępa. Erberowie „Echo Dnia”. Kielce. R: 1992, nr 110, s. 5;
- Magdalena Kusztal. Erberowa „Gazeta Kielecka”. R: 1994., nr 45(998);
- Ewa Szląpek. Erberowie. Przechadzka po wystawie. Biblioteka Główna Akademii Świętokrzyskiej im. Jana Kochanowskiego w Kielcach. Kielce 2000, s. 10;
- Zbigniew Judycki, Józef Siwek. Erber Czesław, [w:] Kto jest kim w Kielcach. Informator biograficzny. T. I. Toruń 2002, s. 49–50;
- Sylwia Jackowska. Kolekcja ekslibrisów Barbary Katarzyny i Czesława Erberów. Praca magisterska. Instytut Sztuk Pięknych Akademii Świętokrzyskiej. Kielce 2006.